# 마를로니
조나트 마를로니 아제베두 다 시우바(포르투갈어: Johnath Marlone Azevedo da Silva, 1992년 4월 2일 ~ )는 마를로니(Marlone)으로 불리는 브라질 국적의 축구 선수이며, 포지션은 공격형 미드필더다. 현재 K리그2 수원 FC소속으로, K리그 등록명은 말로니이다.